# Peter Heise

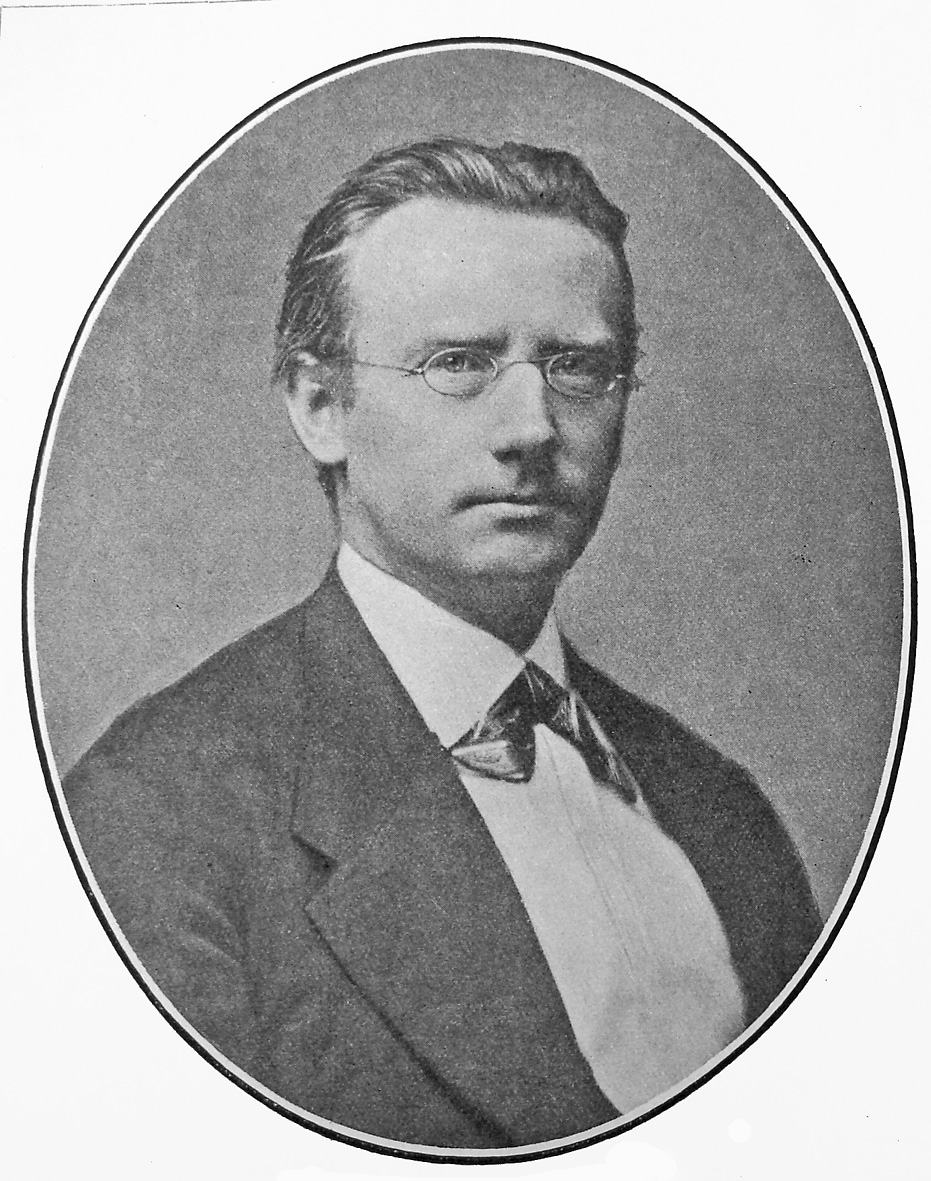
Peter Heise.

Peter Arnold Heise, född 11 februari 1830 i Köpenhamn, död 12 september 1879  i Tårbæk, var en dansk tonsättare och organist, kusin till Karl Arnold Leopold Heise.
Peter Heise var son till kontorchefen Samuel Leopold Heise och Petrine Mariane Petersen. Han var elev till Andreas Peter Berggreen i Köpenhamn och Moritz Hauptmann i Leipzig, blev organist i Sorø och musiklärare vid Sorø Akademi, som han lämnade 1865 efter gifte med Vilhelmine (Ville) Hage av köpmannasläkten Hage. Han bodde resten av sitt liv i Köpenhamn, enbart ägnande sig åt kompositionsverksamhet. 
Han var en av de mest betydande länkarna i den kedja av danska romanskompositörer, som från Johann Abraham Peter Schulz, Friedrich Ludwig Æmilius Kunzen och Christoph Ernst Friedrich Weyse leder över till Niels W. Gade, Johan Peter Emilius Hartmann och Peter Erasmus Lange-Müller till 1900-talets tonsättare, oöverträffad av dessa genom sin rika lyriska tolkning i toner av stora och betydande delar av dansk diktkonst.
Peter Heise var en flitig sång- och körtonsättare och är känd för många populära visor och romanser. En av hans vackraste manskörsånger är "Den vilde rosenbusk" (ett Andantino espressivo i G dur). Texten är skriven av Christian Richardt. Heises opera Drot og marsk, med libretto av Richardt, är upptagen i Danmarks kulturkanon.